# Jeff Draheim
Jeff Jerry Draheim (* 1963 in Omaha, Nebraska) ist ein US-amerikanischer Filmeditor. Er arbeitet vor allem an Animationsfilmen der Walt Disney Animation Studios.

## Leben
Jeff Draheim wurde 1963 als zweiter von vier Söhnen von Jan und Jerry Draheim in Nebraska geboren. Er besuchte bis 1981 die Millard High School und studierte Film and Broadcast Journalism an der University of Nebraska-Lincoln und der University of Southern California.
Draheim begann seine Karriere bei Morin Advertising und KPTM Television in Omaha, bevor er bei Avid Inc. in Orlando in der Video-Postproduction tätig war. Seit 1994 arbeitet er für Disney als Editor. Anfangs war er für die Erstellung von Werbespots, Dokumentarfilmen und Präsentationen in Vergnügungsparks des Konzerns verantwortlich. Später schnitt Draheim auch Animationssequenzen in Videospielen wie Pinocchio und Pocahontas, bevor er am Filmschnitt von Animationsfilmen wie Bärenbrüder und Bärenbrüder 2 mitwirkte.
Ab dem Jahr 2007 konnte er als hauptverantwortlicher Filmeditor an Filmprojekten mitwirken. Sein erstes größeres Projekt war der abendfüllende Zeichentrickfilm Küss den Frosch. Später schnitt Draheim Filme wie Die Eiskönigin – Völlig unverfroren, Vaiana und Die Eiskönigin II.
Draheim ist Mitglied der American Cinema Editors. Für seine Arbeit an Die Eiskönigin – Völlig unverfroren wurde er 2014 mit einem Eddie Award für den besten Schnitt eines Animationslangfilms ausgezeichnet.
Aus seiner Ehe mit Adrienne Draheim, geborene Biggs, gingen ein Sohn und eine Tochter hervor.

## Filmografie (Auswahl)
- 2007: Wie man sein Heimkino installiert (How to Hook Up Your Home Theater, Kurzfilm)
- 2009: Küss den Frosch (The Princess and the Frog)
- 2010: Prep & Landing Stocking Stuffer: Operation: Secret Santa (Kurzfilm)
- 2011: The Ballad of Nessie (Kurzfilm)
- 2011: Prep & Landing: Naughty vs. Nice (Fernsehfilm)
- 2013: Die Eiskönigin – Völlig unverfroren (Frozen)
- 2014: Liebe geht durch den Magen (Feast, Kurzfilm)
- 2015: Die Eiskönigin – Party-Fieber (Frozen Fever, Kurzfilm)
- 2016: Vaiana (Moana)
- 2019: Die Eiskönigin II (Frozen II)
- 2020: Es war einmal ein Schneemann (Once Upon a Snowman, Kurzfilm)
- 2021: Far from the Tree (Kurzfilm)
- 2021: Olaf Präsentiert (Olaf Presents, Miniserie, 1 Episode)
- 2023: Wish